# Kup Hrvatske u bejzbolu
Popis osvajača Kupa Hrvatske u bejzbolu.
- 1996.: Zagreb[1]
- 2002.: Zagreb[1]
- 2005.: Zagreb[1]
- 2006.: Zagreb[1]
- 2008.: Zagreb[2][1]
- 2009.: Nada
- 2010.: Olimpija[3]
- 2011.: Zagreb[1]